# Les Roques d'Aguiló
Les Roques d'Aguiló és una entitat de població del municipi de Santa Coloma de Queralt, a la comarca de la Conca de Barberà. L'any 2007 tenia 7 habitants.
Es troba aproximadament a 640 m d'altitud i a uns 6 km al nord-est del nucli urbà de Santa Coloma, a prop de la riera de Clariana, ja a la conca de l'Anoia. S'hi accedeix des de la Pobla de Carivenys.
Hi destaquen l'antic casal de la família Requesens, que té un escut de l'any 1536 a la façana, i l'església romànica de Sant Pere, del segle xi.
Fins al segle xix havia format part de l'antic municipi d'Aguiló.